# Prosopocera glaucina
Prosopocera glaucina es una especie de escarabajo longicornio del género Prosopocera, tribu Prosopocerini, familia Cerambycidae. Fue descrita científicamente por Westwood en 1844.
Se distribuye por Camerún, Gabón, República Centroafricana, República Democrática del Congo y Congo. Mide 21-30 milímetros de longitud. El período de vuelo ocurre en los meses de julio, octubre, noviembre y diciembre. Parte de su dieta se compone de plantas de la familia Rubiaceae.